# Polaridade energética
Na astrologia, polaridade astral ou polarização enérgica se refere à classificação de signos zodiacais como positivos ou negativos. De acordo com Cláudio Ptolomeu, seis dos signos são masculinos e diurnos, e seis são femininos e noturnos. Os signos de Áries e Libra são masculinos e diurnos, e os demais signos se alternam, cada masculino e diurno seguido por um gênero feminino e noturno, alternando-se.
Signos de polaridade feminina (também conhecida como princípio yin, passivo ou introvertido, noturno ou negativo) é um conceito que divide os signos do zodíaco em duas partes, criando-se signos de características masculinas e femininas. Refere-se a todos os signos zodiacais a ocuparem casas astrológicas de números pares:  Touro,  Câncer,  Virgem,  Escorpião,  Capricórnio e  Peixes. Estes signos pertencem aos elementos terra e água.
Signos de polaridade masculina (também conhecida como princípio yang, ativo ou extrovertido, diurno ou positivo) é um conceito que divide os signos do zodíaco em duas partes, criando-se signos de características masculinas e femininas. Refere-se a todos os signos zodiacais a ocuparem casas astrológicas ímpares:  Áries,  Gêmeos,  Leão,  Libra,  Sagitário e  Aquário. Estes signos pertencem aos elementos fogo e ar.